# Scott Conservation Park
Scott Conservation Park är en park i Australien. Den ligger i delstaten South Australia, omkring 55 kilometer söder om delstatshuvudstaden Adelaide.
Närmaste större samhälle är Victor Harbor, omkring 18 kilometer sydväst om Scott Conservation Park. 
Trakten runt Scott Conservation Park består till största delen av jordbruksmark. Runt Scott Conservation Park är det glesbefolkat, med 19 invånare per kvadratkilometer. Genomsnittlig årsnederbörd är 729 millimeter. Den regnigaste månaden är juni, med i genomsnitt 133 mm nederbörd, och den torraste är december, med 21 mm nederbörd.